# Thanatos

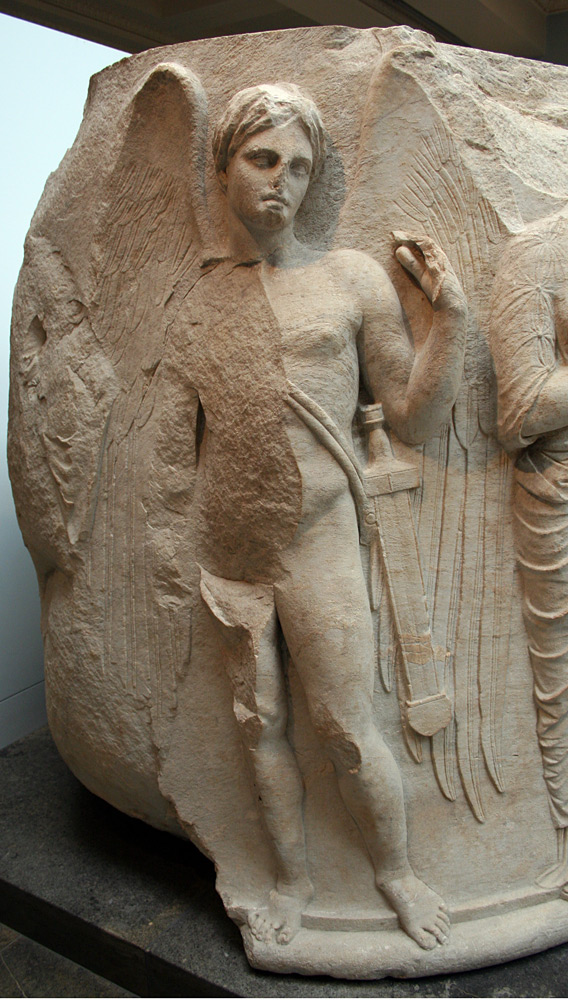
Thanatos

Thanatos (gr. θάνατος, Thánatos, rom. moarte), a fost zeul morții în mitologia greacă, echivalent cu divinitatea feminină romană Mors.
Thanatos este fiul zeiței Nyx (Noaptea) și a lui Erebos (Întuneric), fratele geamăn cu Hypnos, zeul somnului. Pentru că mitologia greacă evită de obicei detaliile sumbre, Thanatos era pomenit în cazuri extreme și, pe cât cu putință, ocolit și, din superstiție, rar invocat, deși era un zeu important.
Sisyphos a fost singurul care, printr-o viclenie, a reușit să-l pună pe Thanatos în lanțuri și să-l țină câțiva ani captiv, astfel încât, în acea perioadă nu a mai murit nimeni. Hesiod în Theogonia îl numește "odiosul Thanatos", "zeu teribil" care are "inimă de fier, suflet de aramă nepăsător în pieptul său".